# Maurice Jones-Drew
Maurice Christopher Jones-Drew (Oakland, 23 marzo 1985) è un ex giocatore di football americano statunitense che ha giocato nel ruolo di running back nella National Football League (NFL). Ha guidato la NFL nelle corse nel 2011 ed è stato selezionato per il Pro Bowl tre volte. Fu scelto nel corso del secondo giro (60º assoluto) del Draft NFL 2006 dai Jacksonville Jaguars. Al college giocò a football per gli UCLA Bruins per tre anni, prima di dichiararsi eleggibile per il draft dopo il suo anno da junior.

## Carriera professionistica

### Jacksonville Jaguars
Jones-Drew, fu scelto dai Jaguars al secondo giro del draft 2006 e fu uno dei rookie più sorprendenti della stagione. Egli finì con una media di 5,7 yard per possesso, la più alta nella lega, e concluse al terzo posto nella NFL con 16 touchdown. Nella stagione 2007 raggiunse per la prima volta i playoff in carriera confermandosi uno dei running back più versatili della lega. Nella stagione 2008, complice un suo maggior utilizzo nel gioco sui passaggi, Jones fu meno esplosivo della stagione precedente.
Nella stagione 2009 pareggiò il record di Barry Sanders per il maggior numero di corse concluse con un TD da almeno 75 yard (due, una da 80 e una da 79) per un totale di 177 yard in soli otto possessi contro Tampa Bay. A fine stagione fu convocato per il suo primo Pro Bowl.
Nella stagione 2010, Jones Drew giocò tutto l'anno con un menisco rotto nel suo ginocchio sinistro ma tenne la notizia segreta per evitargli colpi intenzionali in quel punto. A fine anno venne nominato running back dell'anno dalla NFL Alumni Association e venne nuovamente convocato per il Pro Bowl.

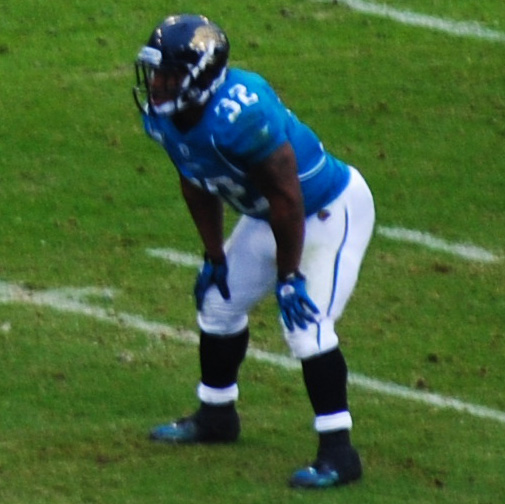
Jones-Drew l'11 dicembre 2011 contro i Tampa Bay Buccaneers.

Nella stagione 2011, Maurice Jones-Drew guidò la NFL in yard corse e superò il record di franchigia dei Jaguars sia per le yard corse che per quelle della linea di scrimmage in una stagione, finendo con 1.606 yard corse. Jones-Drew fece tutto questo malgrado le difficoltà offensive dei Jaguars e alla fine della stagione contò per il 47,7% delle yard dei Jaguars. Jones-Drew fu scelto nuovamente per il Pro Bowl, come riserva del RB dei Baltimore Ravens Ray Rice, come risultato della sua stagione spettacolare e fu votato al 12º posto nella NFL Top 100, l'annuale classifica dei migliori cento giocatori della stagione.
Nell'estate 2012, MJD entrò in aperto conflitto con la dirigenza dei Jaguars, puntando e sentendo di meritare un rinnovo contrattuatuale pluriennale. Di diverso avviso fu il management della franchigia, così il giocatore decise di saltare l'intero training camp per protesta, minacciando di proseguire il proprio sciopero anche nella stagione regolare. Il 2 settembre, a meno di una settimana dall'inizio della stagione regolare, Jones-Drew terminò il suo sciopero tornando ad allenarsi con la squadra.
Pur essendo rimasta in dubbio la sua presenza nel giorno di apertura della stagione 2012 contro i Minnesota Vikings, Jones-Drew guidò i Jaguars con 77 yard corse su 19 tentativi, venendo sconfitto ai supplementari. Nel turno successivo, i Jaguars persero nettamente contro gli Houston Texans: MJD corse 60 yard e segnò un touchdown su ricezione. Nella settimana 3, i Jaguars vinsero la prima partita stagionale contro gli Indianapolis Colts: Maurice giocò alla grande correndo 177 yard e segnando un touchdown. Jacksonville perse la terza gara stagionale nel turno successivo contro i Cincinnati Bengals con MJD che corse solamente 38 yard su 13 tentativi oltre a ricevere 5 passaggi per 42 yard. Nella settimana 5 Jacksonville fu sconfitta nettamente per 41-3 dai Chicago Bears con il running back che corse 56 yard su 12 tentativi. Dopo la settimana di pausa, il giocatore si infortunò nel primo drive della partita contro i Raiders, concludendo così la sua stagione regolare.
Jones-Drew tornò in campo nella settimana 1 della stagione 2013, correndo 45 yard su 15 tentativi contro i Kansas City Chiefs. Il primo touchdown lo segnò nella settimana 3 contro i Seattle Seahawks da cui la sua squadra fu sconfitta nettamente. Il secondo touchdown, MJD lo segnò nella settimana 6 contro i Broncos ma i Jaguars rimasero ancora a secco di vittorie. La prima giunse nella settimana 10 ai danni dei Tennessee Titans in cui segnò la sua terza marcatura del 2013. La domenica successiva segnò un altro TD ma i Jaguars tornarono a perdere contro gli Arizona Cardinals. Per la terza settimana consecutiva MJD andò a segnò e in casa dei Texans giunse per Jacksonville la seconda vittoria dell'anno. I Jags vinsero anche nella settimana 13 contro i Browns in cui MJD corse 77 yard yard e completò un passaggio da touchdown da 8 yard. Il sorprendente cambio di rotta del club continuò anche nella settimana successiva in cui Jacksonville vinse la quarta gara stagionale, ancora alle spese di Houston. Jones-Drew terminò con 103 yard ricevute ma fu costretto ad uscire anzitempo per un infortunio.

### Oakland Raiders
Il 28 marzo 2014, Jones-Drew firmò un contratto triennale con gli Oakland Raiders. Dopo avere giocato un ruolo minimo correndo solamente 96 yard in 12 partite nella stagione 2014, il 5 marzo 2015 annunciò il suo ritiro all'età di 29 anni.

## Palmarès
- Convocazioni al Pro Bowl: 3

2009, 2010, 2011
- All-Pro: 3

2009, 2010, 2011
- Running back dell'anno: 2

2010, 2012
- Running back della settimana: 5

6ª del 2007, 6ª del 2008, 3ª del 2009, 11ª e 13ª del 2010
- PFWA All-Rookie Team - 2006

## Statistiche

### Stagione regolare
| Anno     | Corse | Y cor | TD C | Media | Ric | Y ric | TD R | Y rit | TD su rit. | Fumble |
| -------- | ----- | ----- | ---- | ----- | --- | ----- | ---- | ----- | ---------- | ------ |
| 2006     | 166   | 941   | 13   | 5,7   | 46  | 436   | 2    | 860   | 1          | 1      |
| 2007     | 167   | 768   | 9    | 4,6   | 40  | 407   | 0    | 811   | 1          | 2      |
| 2008     | 197   | 824   | 12   | 4,2   | 62  | 565   | 2    | 350   | 0          | 6      |
| 2009     | 312   | 1.391 | 15   | 4,5   | 52  | 374   | 1    | 121   | 0          | 2      |
| 2010     | 299   | 1.324 | 5    | 4,4   | 34  | 317   | 2    | 0     | 0          | 2      |
| 2011     | 343   | 1.606 | 8    | 4,7   | 43  | 374   | 3    | 0     | 0          | 6      |
| 2012     | 86    | 414   | 1    | 4,8   | 14  | 86    | 1    | 4     | 0          | 2      |
| 2013     | 234   | 803   | 5    | 3,4   | 43  | 314   | 0    | 0     | 0          | 1      |
| 2014     | 43    | 96    | 0    | 2,2   | 11  | 71    | 0    | 0     | 0          | 1      |
| Carriera | 1.543 | 7.168 | 63   | 4,6   | 286 | 2.514 | 11   | 2.187 | 2          | 21     |

Fonte: NFL.com

### Playoff
| Anno | Port | Y cor | TD corsi | Media | Ric | Y ric | TD ric | Y rit | TD rit | Fumble |
| ---- | ---- | ----- | -------- | ----- | --- | ----- | ------ | ----- | ------ | ------ |
| 2007 | 14   | 48    | 1        | 3,4   | 7   | 92    | 1      | 159   | 0      | 0      |

Fonte: NFL.com